# Max Liebermann
Max Liebermann (Berlijn, 20 juli 1847 - aldaar, 8 februari 1935) was een Duitse schilder, graficus, pastellist en illustrator. Daarnaast was hij professor aan de Königliche Akademie der Künste in Berlijn en president van de Preußische Akademie der Künste, eveneens in Berlijn. In zijn werk is een overgang van realisme naar impressionisme zichtbaar.

## Leven

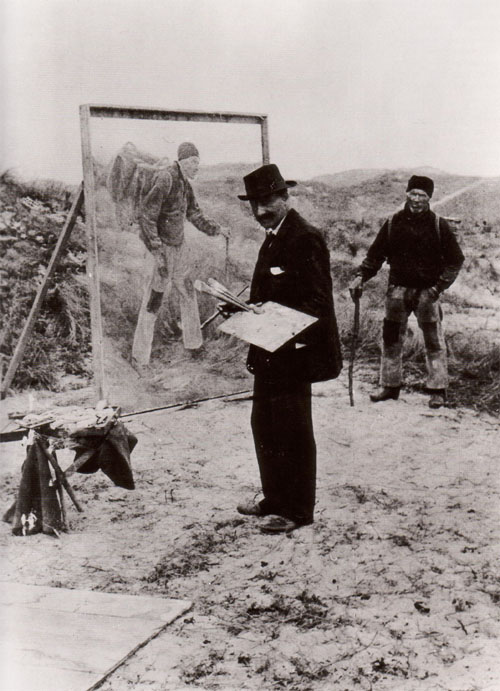
Liebermann in Zandvoort (1894)

Max Liebermann was de zoon van een Joodse zakenman. In 1863 kreeg hij zijn eerste tekenlessen van Carl Steffeck in Berlijn. In 1866 volgde hij twee semesters lang een opleiding aan de filosofische faculteit van de Humboldtuniversiteit. Daarna was hij werkzaam in het atelier van Steffeck. Vanaf 1868 volgde hij onderricht aan de Großherzoglich-Sächsische Kunstschule in Weimar, waar hij les kreeg van Ferdinand Pauwels en Courbet-leerling Karel Verlat. In 1871 bezocht hij het atelier van de Hongaarse schilder Mihály Munkácsy in Düsseldorf, wiens werk grote indruk maakt op Liebermann. Aansluitend maakt hij een korte reis naar Nederland.
In december 1873 ging hij naar Parijs. Hij ontmoette Munkácsy, Troyon, Daubigny, Corot, Millet en Manet. In het Louvre wijdde hij zich aan de studie van de Hollandse meesters. In 1874 en 1875 verblijft hij 's zomers in Barbizon, waar hij zich met 'en plein air' schilderen bezighield. Van 1874 tot 1914 schilderde hij 's zomers in Nederland, soms samen met Isaac Israëls. Vooral in Laren, Scheveningen en Noordwijk. In 1879 maakte hij een reis door Italië. In Venetië ontmoette hij Franz von Lenbach, die hem overhaalde zich in München te vestigen. Hij woonde vijf jaar in München tot hij in 1884 naar Berlijn verhuisde. Zomer 1881 bezocht hij onder andere Amsterdam en Dongen; in Scheveningen maakte hij kennis met Jozef Israëls. Het schilderij "Die Rasenbleiche" ontstond 1883 in Zweeloo. In 2013 gaf de Deutsche Post een postzegel van 2,40 euro uit met dit motief.

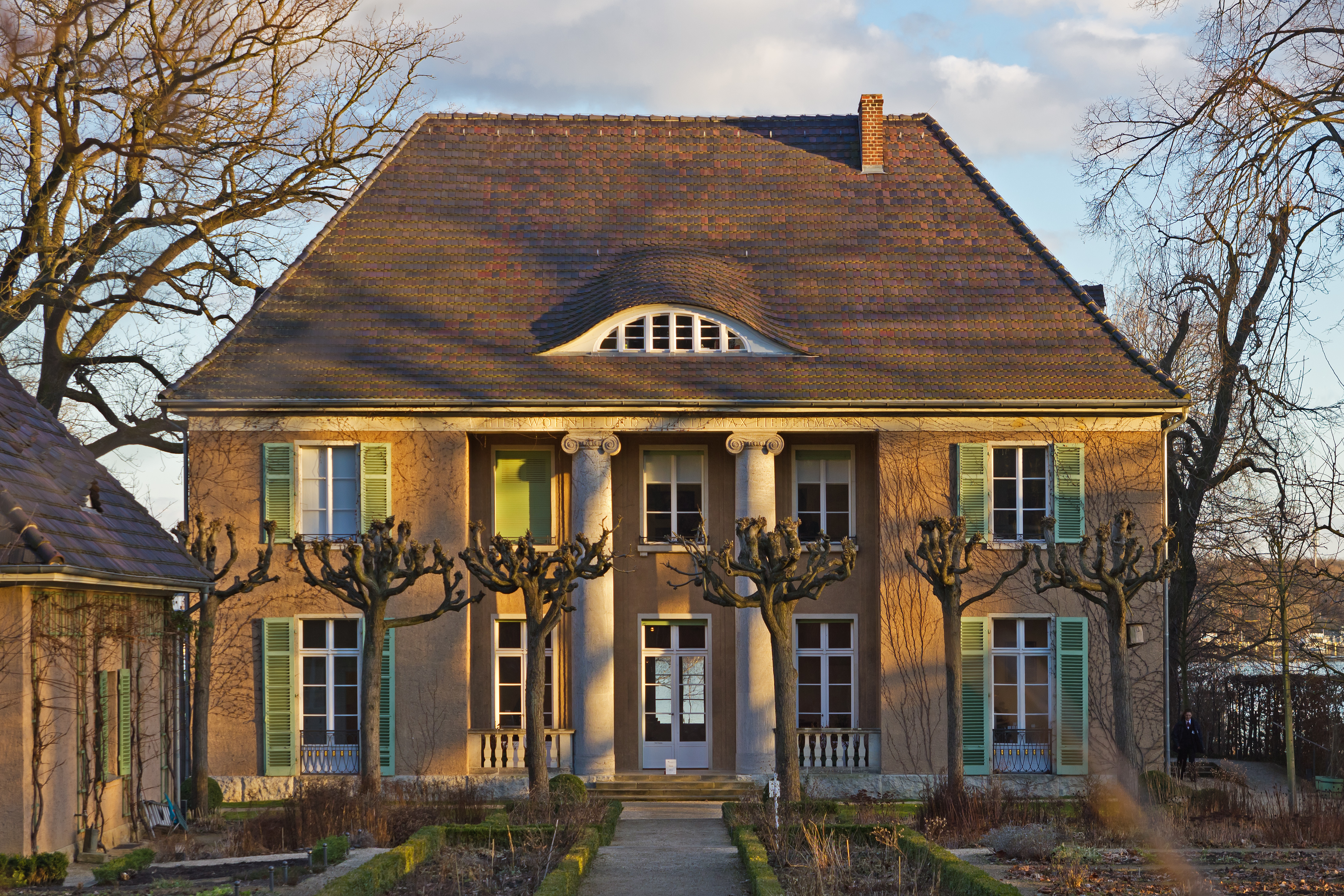
Max Liebermann woonde en werkte in dit zomerhuis aan de oever van de Wannsee.

In Berlijn werd hij in 1897 benoemd tot professor aan de Königliche Akademie der Künste. Van 1899 tot 1911 was hij voorzitter van de Berliner Sezession. Zomer 1902 reisde hij met zijn familie naar Italië, waar hij onder meer Florence en Rome bezocht. In 1909 kocht hij een stuk grond aan de Großer Wannsee, dat hij gebruikt om er een villa met atelier op te laten bouwen naar een ontwerp van architect Paul Baumgarten. Baumgarten ontwierp ook de tuin, die vaak door Liebermann is getekend en geschilderd. In 1911 moest hij vanwege problemen met jongere kunstenaars zijn functie als voorzitter van de Berliner Sezession neerleggen; Lovis Corinth volgde hem op.
In 1920 werd hij benoemd tot voorzitter van de Preußische Akademie der Künste. Tot 1932 werd hij ieder jaar herkozen; daarna was hij erevoorzitter. Ter gelegenheid van zijn 80e verjaardag in 1927 werd hij ereburger van Berlijn. In 1933 werd Hitler gekozen als rijkskanselier van Duitsland. Vanwege zijn Joodse achtergrond trad Liebermann toen af als erevoorzitter van de Preußische Akademie der Künste. Hij trad vervolgens toe tot de pas opgerichte Kulturbund Deutscher Juden en gaf financiële steun aan jonge joden, die naar Palestina wilden vluchten. De laatste jaren van zijn leven werd Liebermann gemeden door de Duitse kunstenaarsgemeenschap. Hij overleed in isolement.

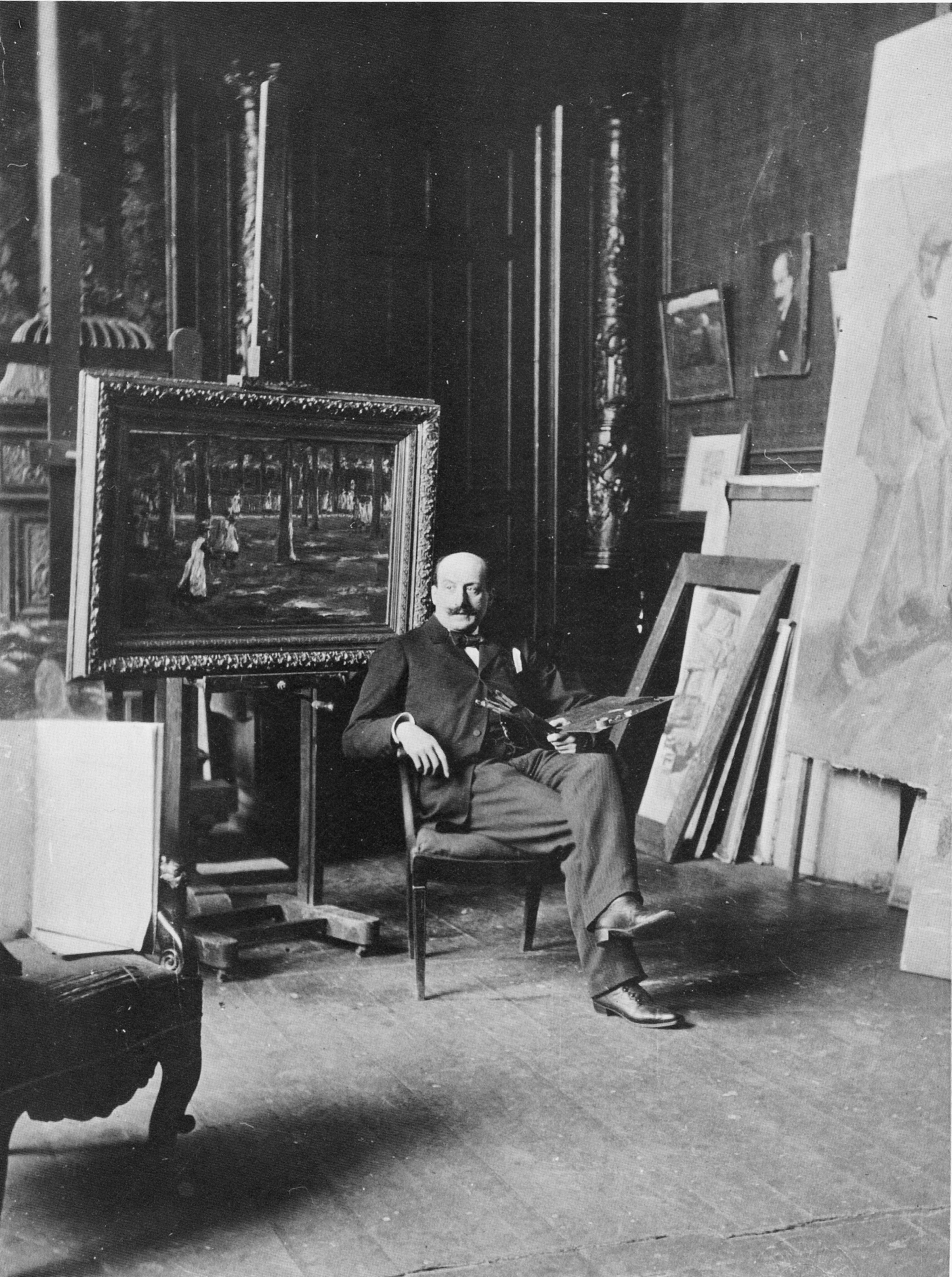
Liebermann in zijn atelier in Berlijn met op de achtergrond het schilderij Naar school in Laren, 1898.

## Werk
Liebermann was meer dan zestig jaar actief en maakte zo’n 1200 olieverfschilderijen. De eerste decennia van zijn carrière werd zijn werk door de kritiek verguisd, hij schilderde toen nog naturalistisch. Het was niet een gebrek aan vakmanschap dat de critici deed steigeren, wél de keuze van zijn onderwerpen: vrouwen die ganzen plukken of groenten wassen, zulke dingen schilderen dééd men niet. Bijbelse taferelen, maar toch geen boerin die haar varken voert! Jarenlang werd Liebermann de ‘apostel van de lelijkheid’ genoemd. Toch was hij baanbrekend en avant-gardistisch. Toen hij later portretten schilderde, vaak in opdracht, werden ook die neergesabeld omdat de kunstenaar weigerde zijn modellen te idealiseren. Het echt impressionistische werk kwam pas eind 1900. In Nederland liet hij zich inspireren door de weidse landschappen, de zee en het strand. In 1910 bouwde hij een zomerhuis aan de oever van de Wannsee, vanaf die tijd tot aan zijn dood schilderde hij voornamelijk zijn zelfontworpen tuin. De bloemen had hij uitgekozen met het oog op wat hij wilde schilderen. Liebermann was een van Duitslands toonaangevende impressionisten, hij was rijk genoeg om onafhankelijk heel zijn leven aan de kunst te kunnen wijden.

## Citaten
- "Ach, wissen Se, ick kann jar nich soville fressen, wie ick kotzen möchte." ("Ach, weet U, ik kan helemaal niet zoveel vreten als ik zou willen kotsen." - Bij de machtsovername door Hitler, toen de SA - de bruinhemden - langs zijn deur marcheerde.)
- "Nach meiner Überzeugung hat Kunst weder mit Politik noch mit Abstammung etwas zu tun." - (1933, bij zijn gedwongen uittreden uit de Pruisische Academie)

## Afbeeldingen

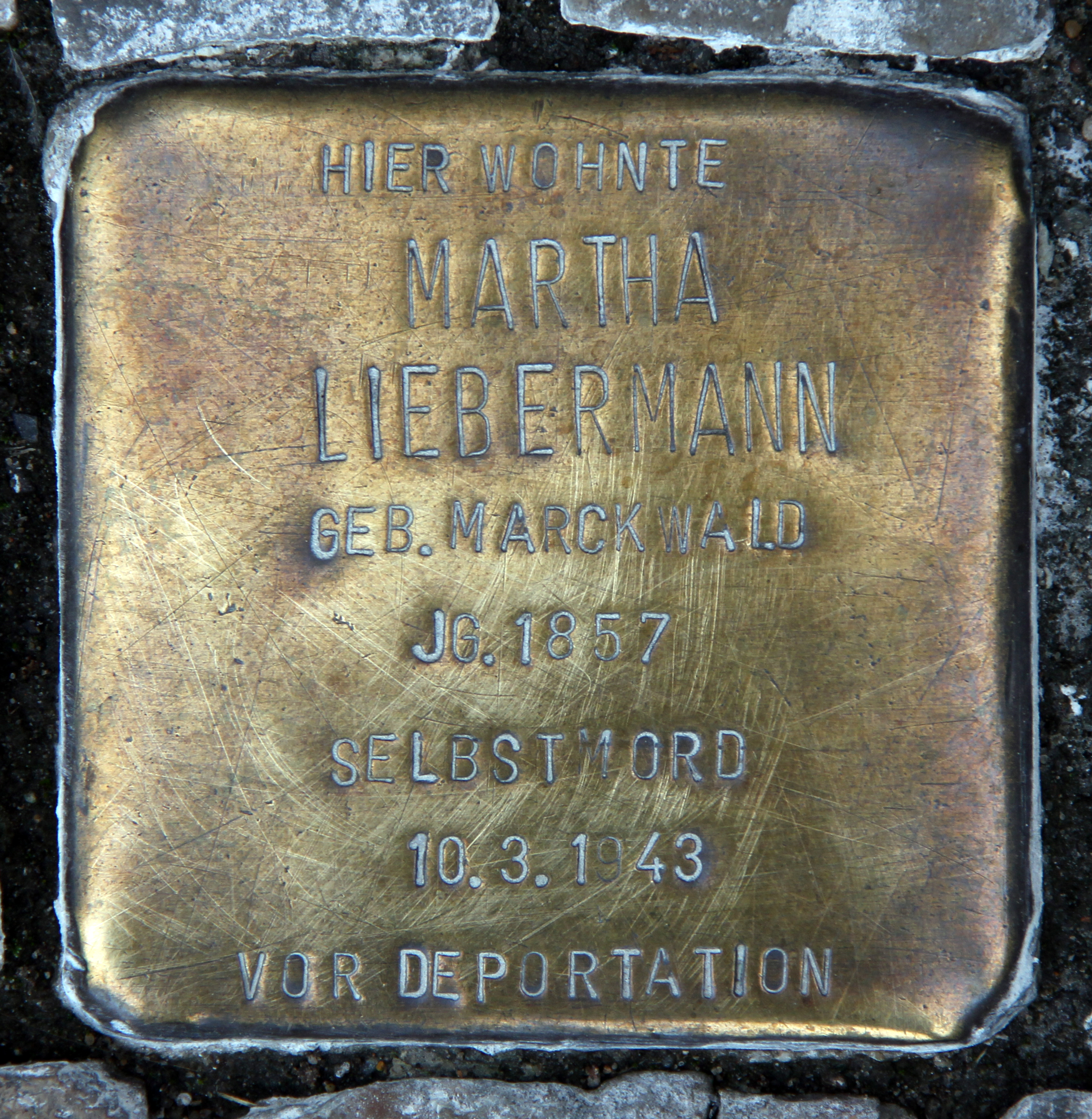
Stolperstein voor zijn echtgenote Martha Liebermann
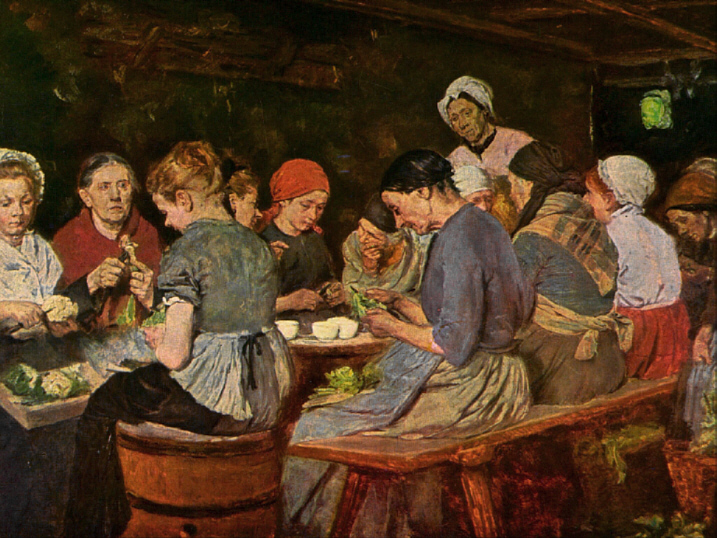
Inmaaksters, 1879
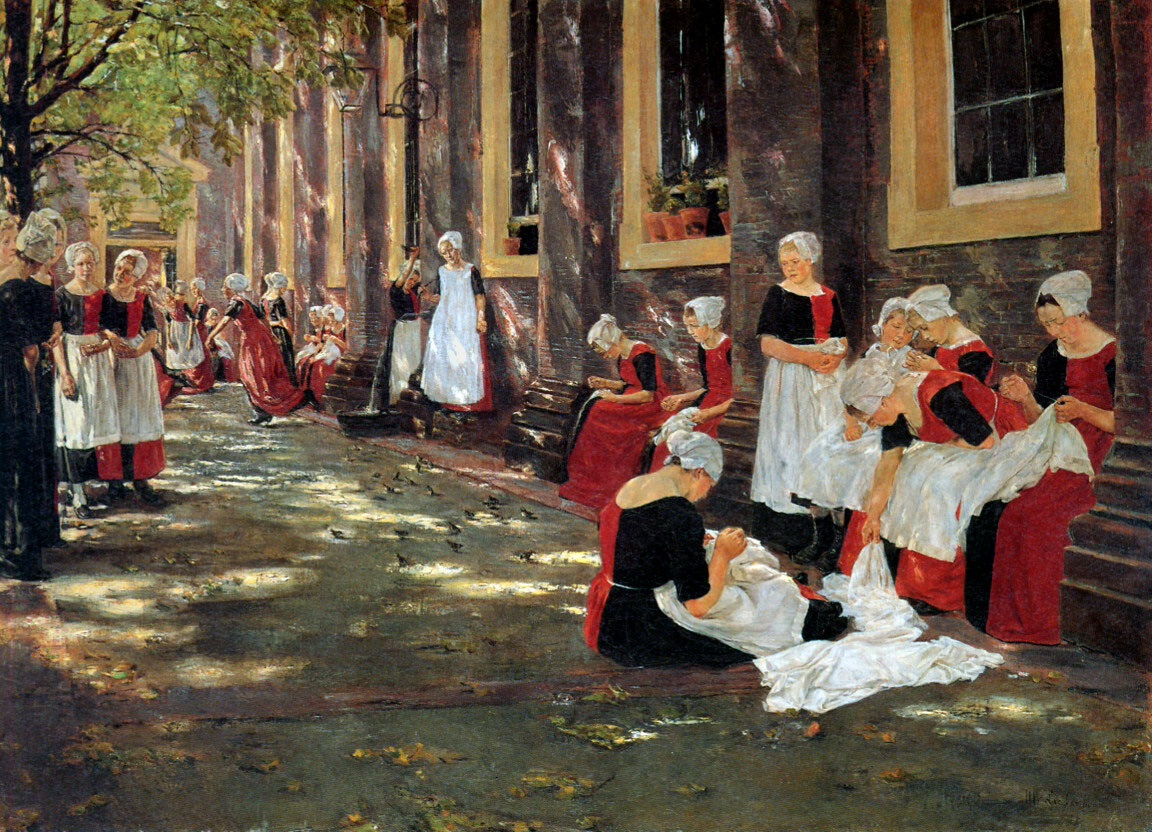
Pauze in het Amsterdamse weeshuis, 1881
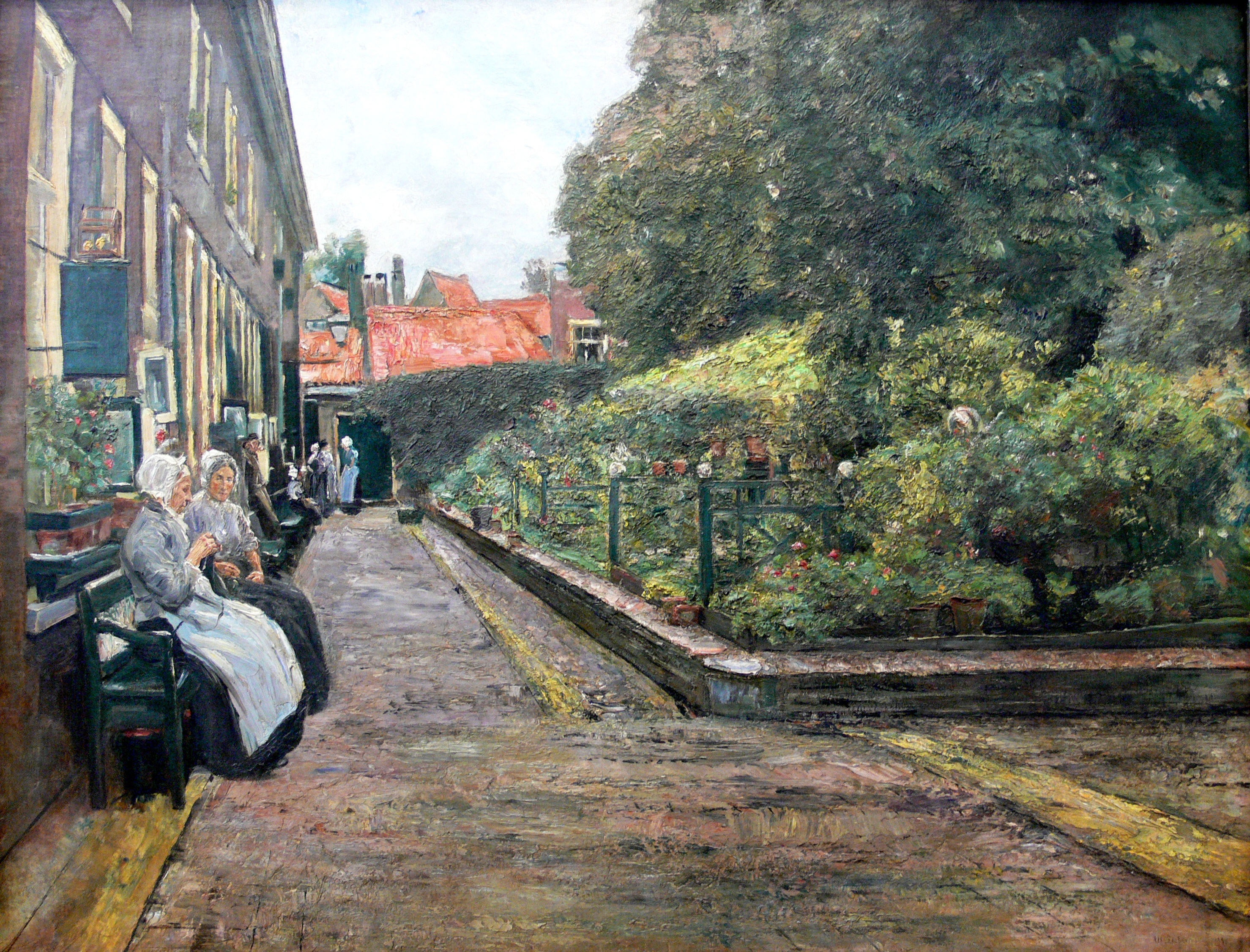
Het Stevenshofje in Leiden, 1889-1890
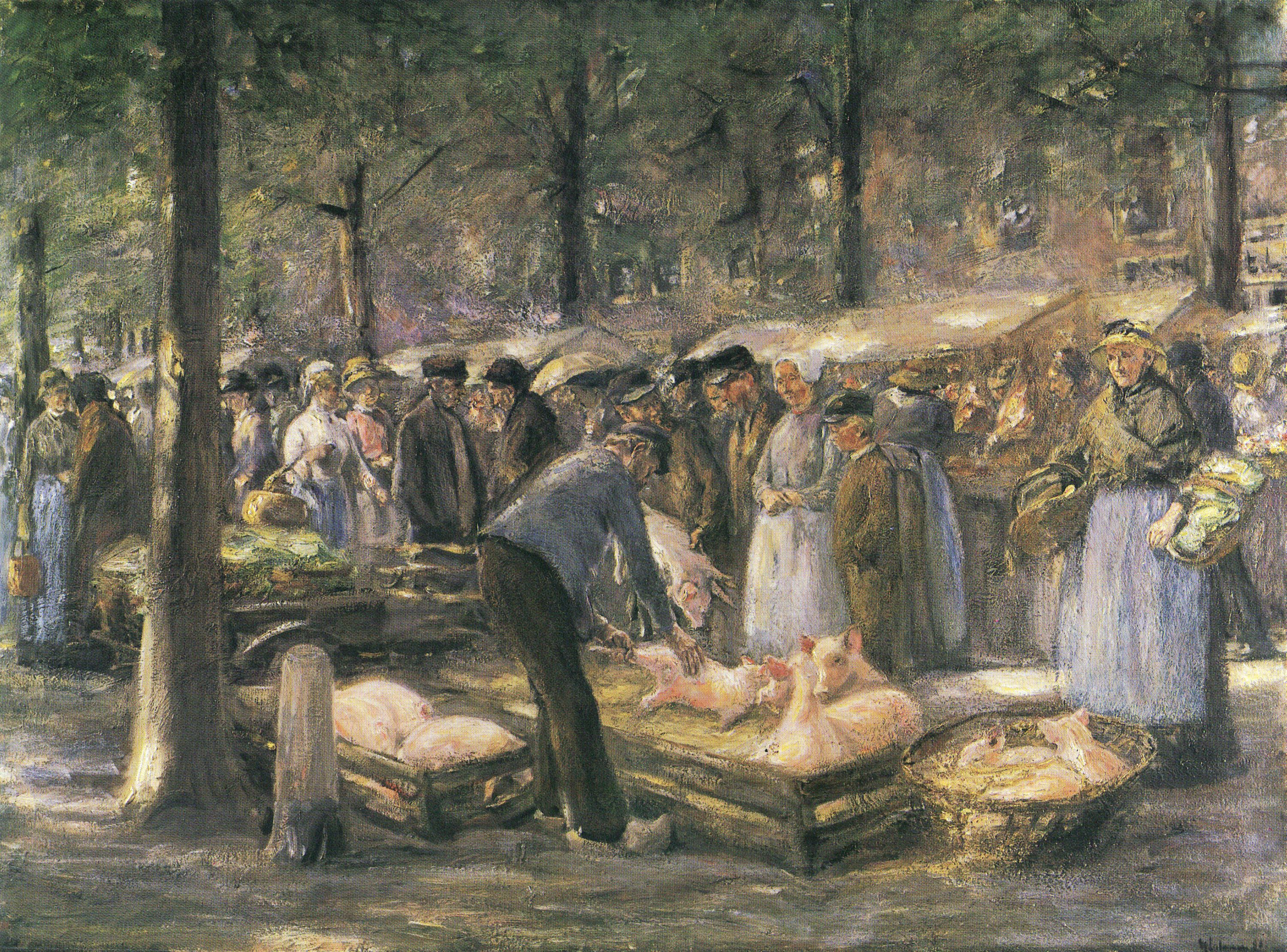
Varkensmarkt in Haarlem, 1891
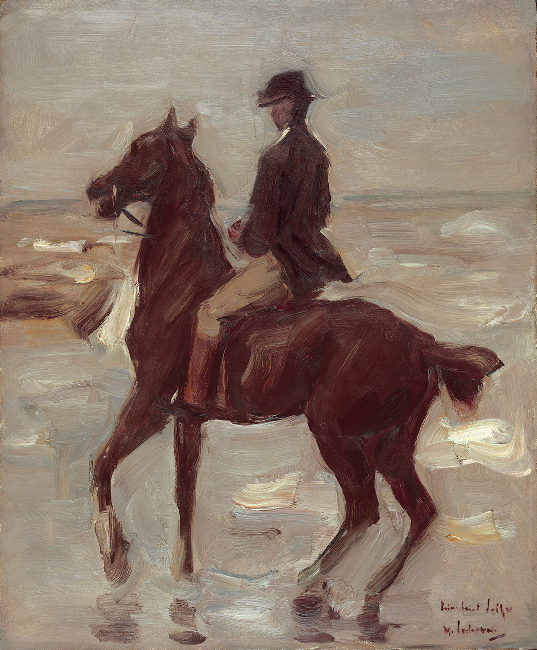
Ruiter op het strand, 1900
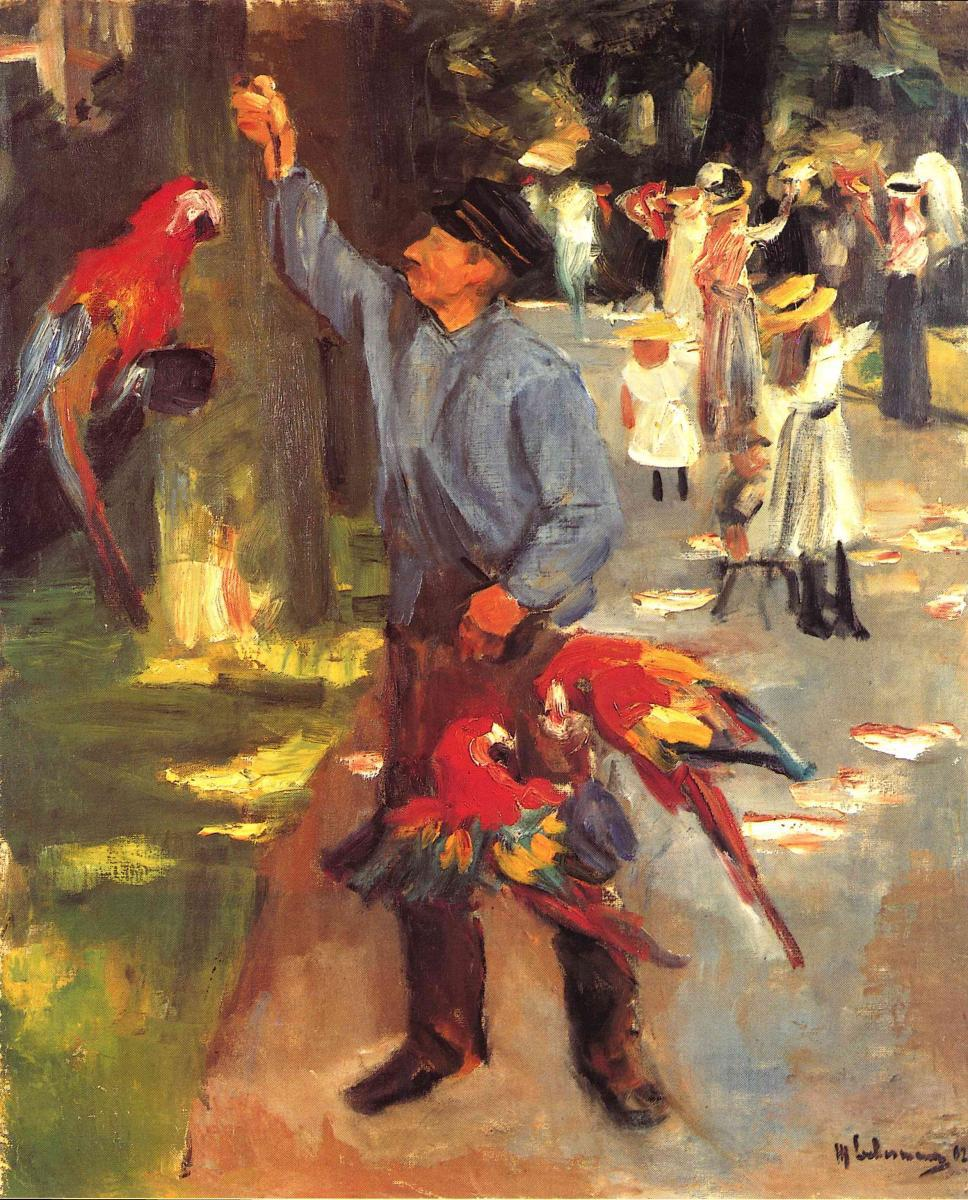
Papegaaienverzorger, 1902
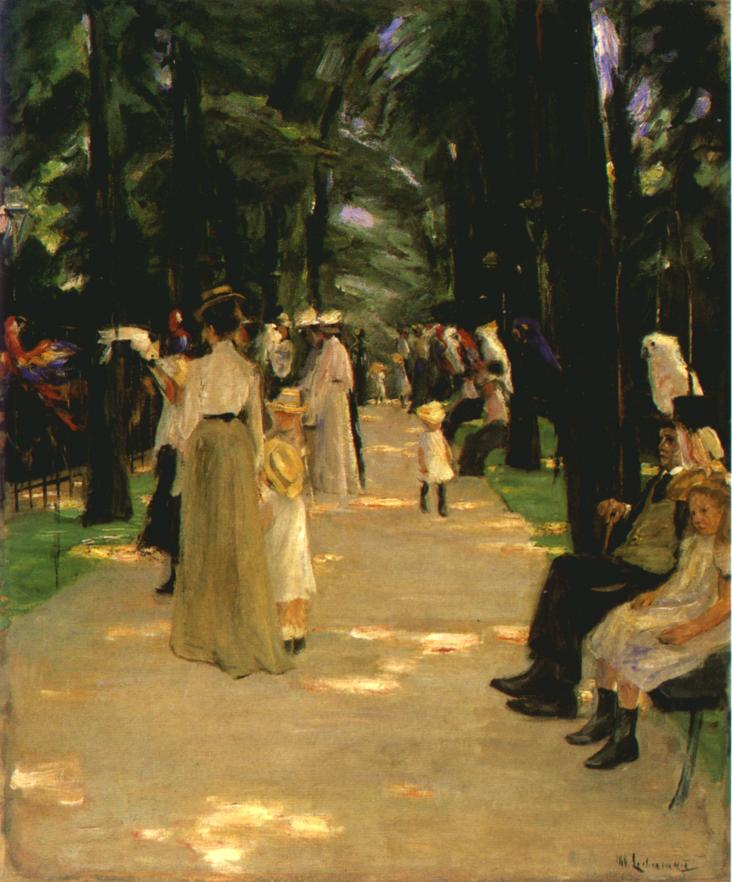
De papegaaienlaan, 1902
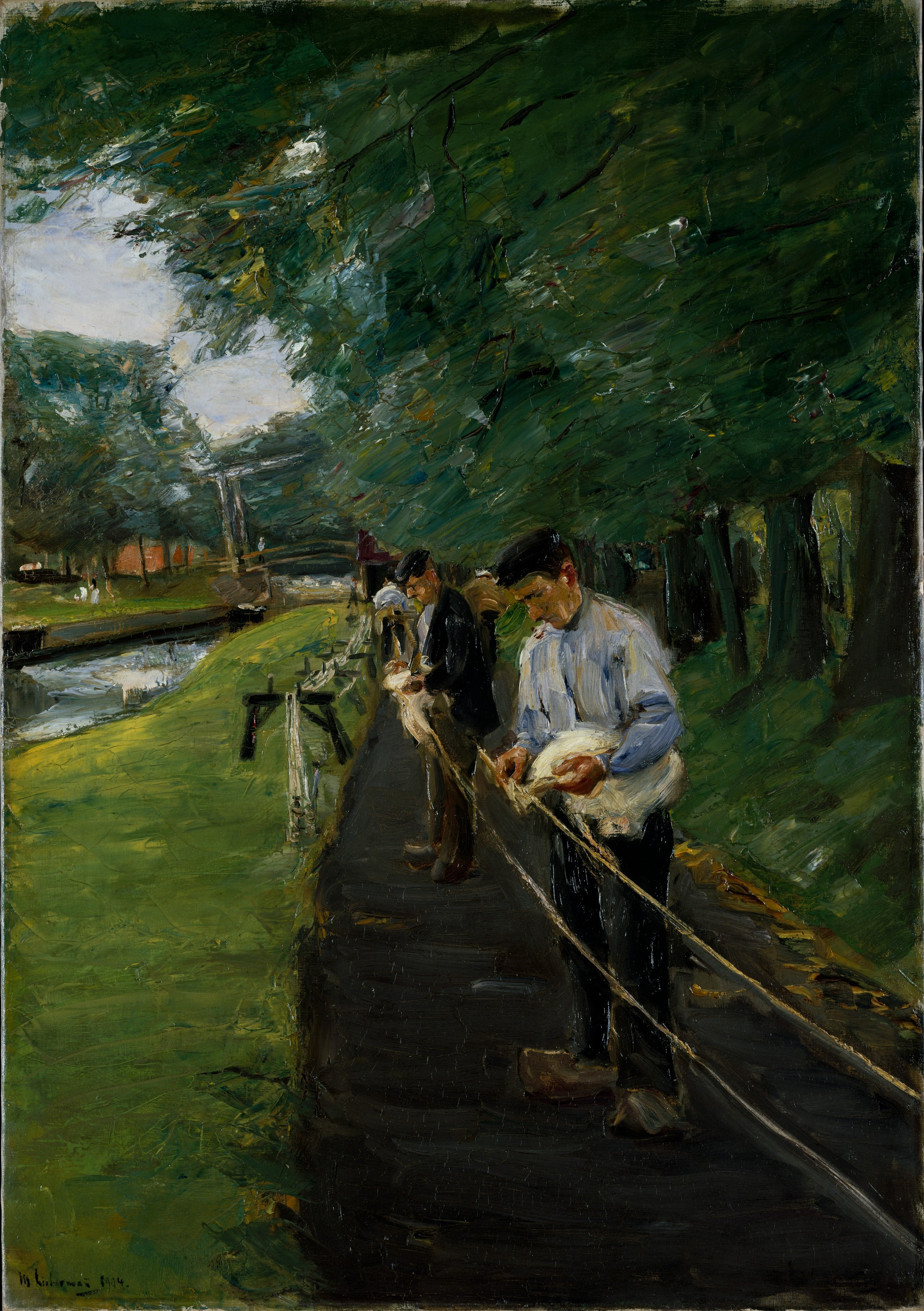
Lijnbaan in Edam, 1904
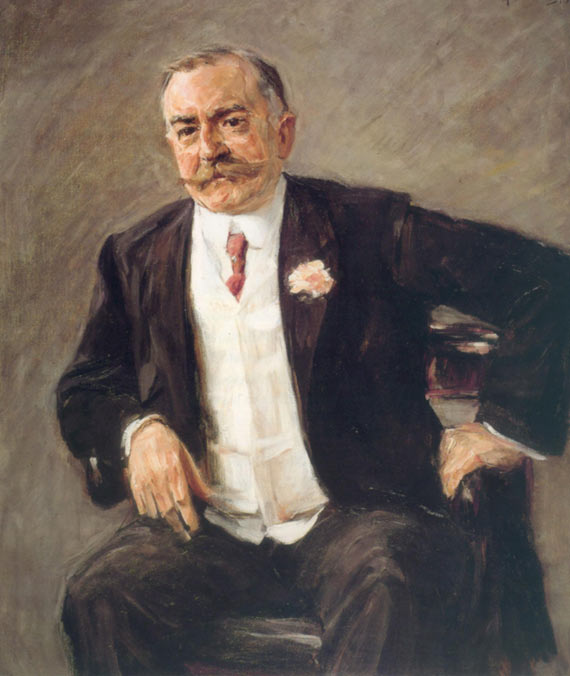
Portret van Carl Duisberg, 1909
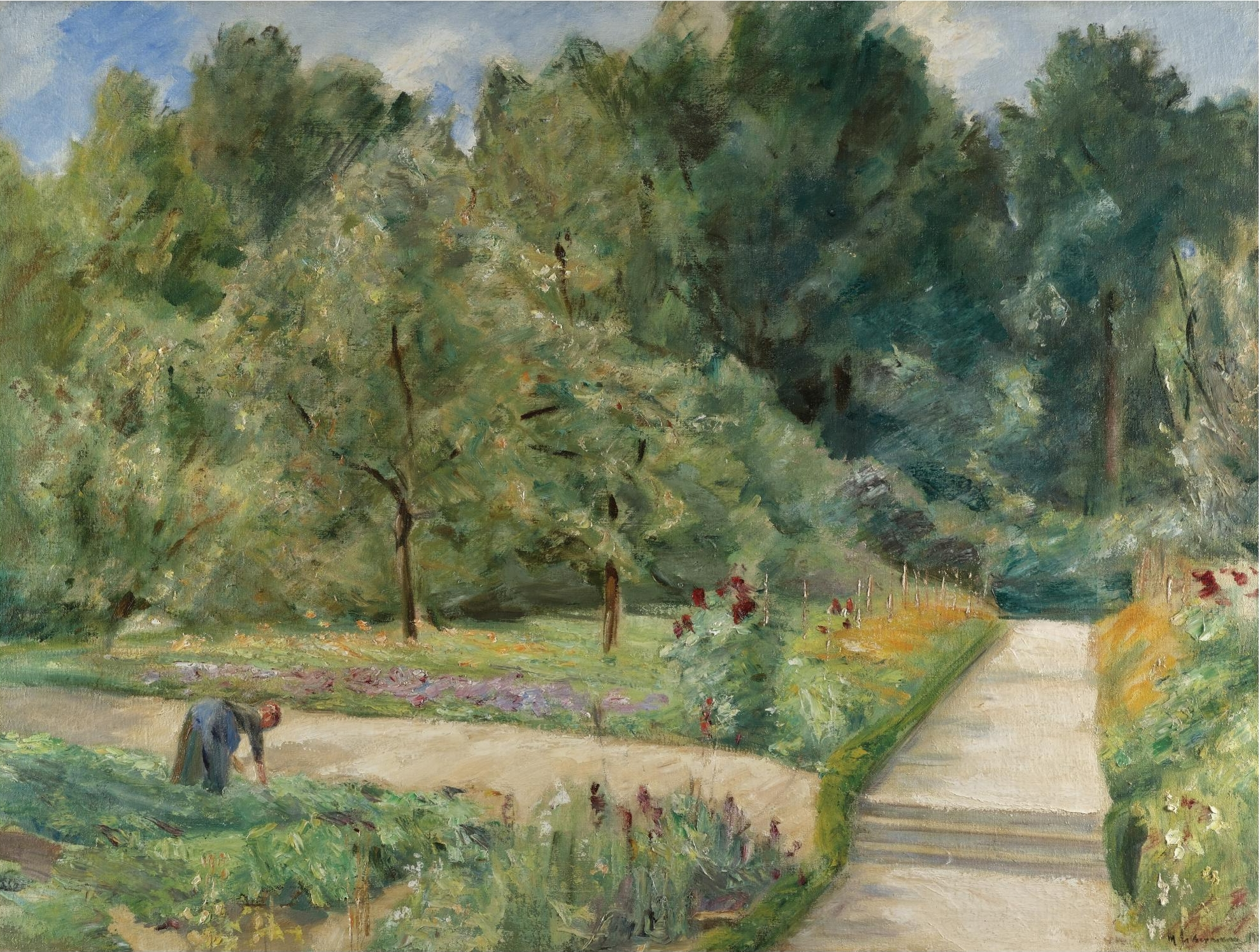
Moestuin aan de Wannsee, 1921
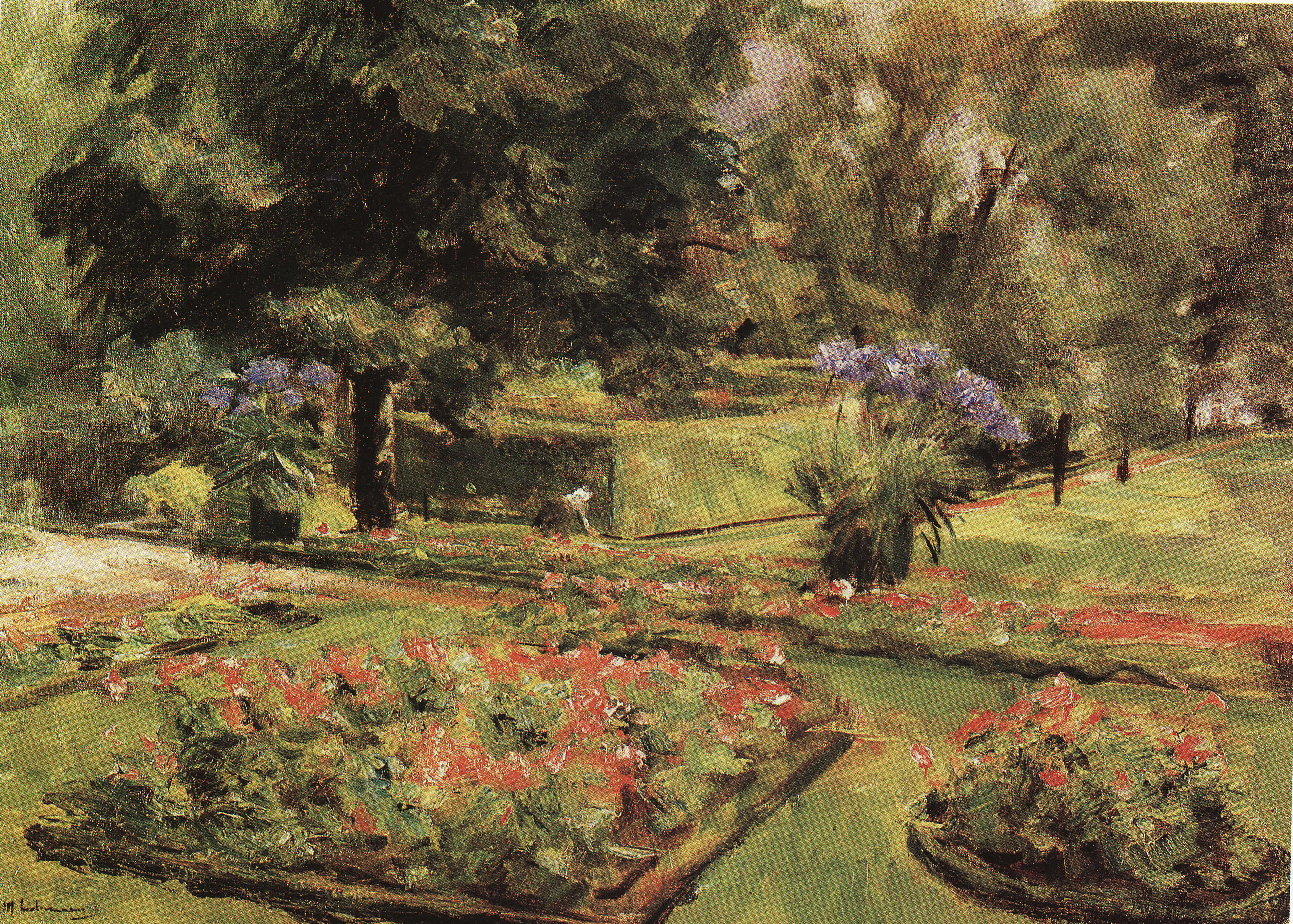
Tuin aan de Wannsee, voor 1926